# Landtagswahlkreis Ludwigslust-Parchim V
Der Landtagswahlkreis Ludwigslust-Parchim V (bis 2015: Parchim II) ist ein Landtagswahlkreis in Mecklenburg-Vorpommern. Er umfasst vom Landkreis Ludwigslust-Parchim die Ämter Crivitz, Goldberg-Mildenitz und Sternberger Seenlandschaft.

## Wahl 2021
Bei der Landtagswahl in Mecklenburg-Vorpommern 2021 gab es in diesem Wahlkreis folgendes Ergebnis:
| Partei               | Direktkandidat          | Erststimmen      | Zweitstimmen     |
| -------------------- | ----------------------- | ---------------- | ---------------- |
| SPD                  | Christine Klingohr      | 34,6 %           | 40,9 %           |
| AfD                  | Jan-Phillip Tadsen      | 17,4 %           | 16,5 %           |
| CDU                  | Joachim Herbert         | 16,2 %           | 13,6 %           |
| Die LINKE            | Rene Bühring            | 11,8 %           | 10,4 %           |
| GRÜNE                | Martin Mildner          | 5,9 %            | 4,7 %            |
| FDP                  | Johannes Weise          | 6,2 %            | 6,0 %            |
| NPD                  | –                       | -                | 0,7 %            |
| Tierschutzpartei     | –                       | –                | 1,1 %            |
| Freier Horizont      | –                       | –                | 0,4 %            |
| Die PARTEI           | –                       | –                | 0,5 %            |
| FREIE WÄHLER         | Gustav Graf von Westarp | 2,8 %            | 1,6 %            |
| PIRATEN              | –                       | –                | 0,3 %            |
| LKR                  | –                       | –                | 0,0 %            |
| DKP                  | –                       | –                | 0,1 %            |
| Bündnis C            | –                       | –                | 0,1 %            |
| TIERSCHUTZ hier!     | –                       | –                | 0,4 %            |
| dieBasis             | Wolfram von Alvensleben | 1,9 %            | 1,7 %            |
| DiB                  | –                       | –                | 0,0 %            |
| FPA                  | –                       | –                | 0,0 %            |
| ÖDP                  | –                       | –                | 0,1 %            |
| Die Humanisten       | –                       | –                | 0,1 %            |
| Gesundheitsforschung | –                       | –                | 0,2 %            |
| Team Todenhöfer      | –                       | –                | 0,2 %            |
| UNABHÄNGIGE          | –                       | –                | 0,4 %            |
| Einzelbewerber       | Thomas Frost            | 3,1 %            | –                |
| Wahlberechtigte      | 36.677 Einwohner        | 36.677 Einwohner | 36.677 Einwohner |
| Wahlbeteiligung      | 74,2 %                  | 74,2 %           | 74,2 %           |

## Wahl 2016
Bei der Landtagswahl in Mecklenburg-Vorpommern 2016 erreichten die Kandidaten folgende Ergebnisse:
| Partei           | Direktkandidaten          | Erststimmen | Zweitstimmen |
| ---------------- | ------------------------- | ----------- | ------------ |
| SPD              | Thomas Schwarz            | 31,6 %      | 34,0 %       |
| CDU              | Olaf Steinberg            | 23,4 %      | 18,8 %       |
| DIE LINKE        | Marcel Eggert             | 11,4 %      | 11,6 %       |
| GRÜNE            | Simone Rudloff            | 3,9 %       | 3,9 %        |
| NPD              |                           |             | 3,0 %        |
| FDP              | Johannes Weise            | 3,0 %       | 2,9 %        |
| PIRATEN          |                           |             | 0,4 %        |
| FAMILIE          |                           |             | 0,7 %        |
| FREIE WÄHLER     | Gustav Graf von Westarp   | 2,1 %       | 1,0 %        |
| Die PARTEI       |                           |             | 0,4 %        |
| Die Achtsamen    | Britta Brusch-Gamm        | 6,0 %       | 2,4 %        |
| ALFA             |                           |             | 0,3 %        |
| AfD              | Thomas de Jesus Fernandes | 18,7 %      | 18,5 %       |
| Bündnis C        |                           |             | 0,2 %        |
| DKP              |                           |             | 0,1 %        |
| Freier Horizont  |                           |             | 0,4 %        |
| Tierschutzpartei |                           |             | 1,2 %        |
| Wahlberechtigte  |                           |             |              |
| Wahlbeteiligung  |                           |             |              |

## Wahl 2011
Bei der Landtagswahl in Mecklenburg-Vorpommern 2011 kam es zu folgenden Ergebnissen:
| Partei          | Direktkandidat          | Erststimmen     | Zweitstimmen    |
| --------------- | ----------------------- | --------------- | --------------- |
| SPD             | Thomas Schwarz          | 38,0 %          | 39,7 %          |
| CDU             | Olaf Steinberg          | 28,3 %          | 22,9 %          |
| DIE LINKE       | Barbara Borchardt       | 17,7 %          | 17,3 %          |
| GRÜNE           | Andreas Katz            | 6,8 %           | 7,3 %           |
| NPD             | Stefan Suhr             | 4,8 %           | 5,2 %           |
| FDP             | Michael Lach            | 2,6 %           | 2,9 %           |
| FREIE WÄHLER    | Gustav Graf von Westarp | 1,8 %           | 1,4 %           |
| FAMILIE         |                         |                 | 1,2 %           |
| PIRATEN         |                         |                 | 1,0 %           |
| AB              |                         |                 | 0,2 %           |
| PBC             |                         |                 | 0,2 %           |
| Die PARTEI      |                         |                 | 0,2 %           |
| ödp             |                         |                 | 0,2 %           |
| APD             |                         |                 | 0,1 %           |
| AUF             |                         |                 | 0,1 %           |
| REP             |                         |                 | 0,1 %           |
| Wahlberechtigte | 39279 Einwohner         | 39279 Einwohner | 39279 Einwohner |
| Wahlbeteiligung | 55,6 %                  | 55,6 %          | 55,6 %          |

## Wahl 2006
Bei der Landtagswahl in Mecklenburg-Vorpommern 2006 kam es zu folgenden Ergebnissen:
| Partei          | Direktkandidat      | Erststimmen     | Zweitstimmen    |
| --------------- | ------------------- | --------------- | --------------- |
| SPD             | Thomas Schwarz      | 33,0 %          | 36,2 %          |
| CDU             | Karin Strenz        | 30,5 %          | 28,7 %          |
| PDS             | Barbara Borchardt   | 13,8 %          | 14,0 %          |
| FDP             | David Wulff         | 6,2 %           | 8,3 %           |
| NPD             | Andreas Theißen     | 5,8 %           | 6,1 %           |
| GRÜNE           | Ulrike Seemann-Katz | 3,1 %           | 2,9 %           |
| FAMILIE         |                     |                 | 1,1 %           |
| Bündnis für M-V |                     |                 | 0,5 %           |
| PBC             | Uwe Seppmann        | 0,8 %           | 0,5 %           |
| GRAUE           |                     |                 | 0,5 %           |
| WASG            |                     |                 | 0,3 %           |
| Deutschland     |                     |                 | 0,3 %           |
| AGFG            |                     |                 | 0,2 %           |
| AB              |                     |                 | 0,1 %           |
| Offensive D     |                     |                 | 0,1 %           |
| APD             |                     |                 | 0,1 %           |
| Einzelbewerber  | Jörg Klingohr       | 6,9 %           |                 |
| Wahlberechtigte | 41501 Einwohner     | 41501 Einwohner | 41501 Einwohner |
| Wahlbeteiligung | 64,4 %              | 64,4 %          | 64,4 %          |

## Wahl 2002
Bei der Landtagswahl in Mecklenburg-Vorpommern 2002 kam es zu folgenden Ergebnissen:
| Partei          | Direktkandidat     | Erststimmen     | Zweitstimmen    |
| --------------- | ------------------ | --------------- | --------------- |
| SPD             | Harald Ringstorff  | 48,5 %          | 41,8 %          |
| CDU             | Karin Strenz       | 30,0 %          | 29,6 %          |
| PDS             | Eberhard Grabow    | 12,6 %          | 15,9 %          |
| FDP             | Gabriele Poschmann | 5,0 %           | 5,6 %           |
| GRÜNE           | Andreas Katz       | 2,2 %           | 2,8 %           |
| Schill          | Andrea Bruns       | 1,7 %           | 2,2 %           |
| SPASSPARTEI     |                    |                 | 0,7 %           |
| NPD             |                    |                 | 0,3 %           |
| REP             |                    |                 | 0,2 %           |
| GRAUE           |                    |                 | 0,2 %           |
| Bürgerpartei MV |                    |                 | 0,2 %           |
| PBC             |                    |                 | 0,2 %           |
| V.P.M.V.        |                    |                 | 0,1 %           |
| SLP             |                    |                 | 0,1 %           |
| Wahlberechtigte | 45386 Einwohner    | 45386 Einwohner | 45386 Einwohner |
| Wahlbeteiligung | 72,0 %             | 72,0 %          | 72,0 %          |